# 聖獸之王
《聖獸之王》是一款於2024年發行的戰略角色扮演遊戲以及西方奇幻文學風格遊戲，該遊戲由香草社开发，日本境內由Atlus發行，全球由世嘉发行。該遊戲可以在任天堂Switch、PlayStation 4、PlayStation 5和Xbox Series X/S上運行。

## 概要
以虛構的奇幻世界「菲布里斯大陸」為舞台的模擬角色扮演遊戲，講述亡國王子「亞連」為了從施行暴政的「新傑諾伊拉帝國」手中解放世界而展開戰鬥的故事。

## 玩法
本作的類型是即時戰略模擬角色扮演遊戲（RTS+SRPG）。探索地圖時玩家將操作主角「亞連」，到世界各地採集素材或觸發各種挑戰關卡。
在戰鬥關卡中，敵我雙方的小隊會即時行動（操作時可暫停），玩家需操作數個由1至5人編成的小隊，指揮其移動、戰鬥等行動，在時間限制內達成勝利條件。
當己方小隊與敵方小隊接觸時會自動進入戰鬥，由行動速度較快的角色開始，各角色會依據事先設定好的「作戰」使用「主動技能」和「被動技能」2種技能和敵方對戰，玩家可自行設定這些技能的發動條件與優先順序。當雙方所有人員都無法行動或其中一方全滅時，戰鬥便會結束。

## 評價
ATLUS於2024年9月24日宣布全球銷售量突破100萬套。

## 外部連結
- 官方网站